# Thyrocopa usitata
Thyrocopa usitata là một loài bướm đêm thuộc họ Oecophoridae. Nó là loài đặc hữu của Kauai, Oahu và Hawaii.
Chiều dài cánh trước là 7–11 mm. Con trưởng thành bay quanh năm. Màu nền cánh trước là màu naua.
Ấu trùng đã được sưu tập từ vỏ thối của Acacia koa.